# Contea di Richardson
La contea di Richardson (in inglese Richardson County) è una contea dello Stato del Nebraska, negli Stati Uniti. La popolazione al censimento del 2000 era di 9 531 abitanti. Il capoluogo di contea è Falls City.